# John Wyndham
Œuvres principales
- Le Jour des Triffides
- Le péril vient de la mer
- Les Transformés
- Le Village des damnés

John Wyndham Parkes Lucas Beynon Harris, né le 10 juillet 1903 à Knowle (en) dans le Warwickshire et mort le 11 mars 1969  à Londres, est un écrivain britannique de science-fiction.

## Biographie
John Wyndham Parkes Lucas Beynon Harris est né le 10 juillet 1903 dans le village de Knowle, à quelques kilomètres de Birmingham, en Angleterre. Son père, George Bennon Harris travaillait comme avocat et sa mère, Gertrude Parkes, était la fille d'un riche quincailler. La famille vit à Edgbaston jusqu'en 1911, date à laquelle ses parents divorcent. John Wyndham et son frère, le futur écrivain Vivian Beynon Harris (en), déménagent avec leur mère dans Edgbaston, puis, à partir de 1915, logent dans des hôtels. John Wyndham fréquente un grand nombre d'écoles britanniques, dont la Blundell's School dans le Devon pendant la Première Guerre mondiale. Sa plus longue scolarisation se fera à la Bedales School (1918-1921) de Steep dans le Hampshire. En novembre 1919, il publie son premier récit de science-fiction intitulé Vivisection dans The Bee, le journal de l'école.

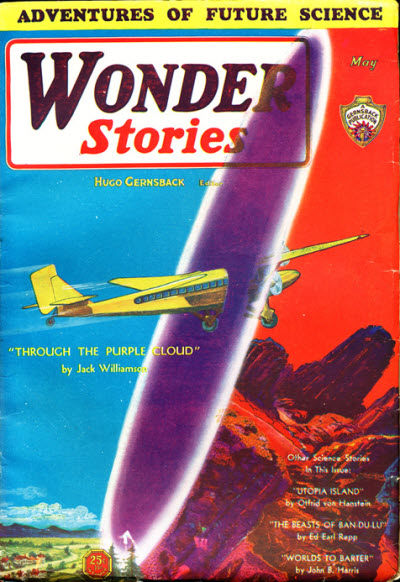
Première publication s-f de John Wyndham, Worlds to Barter, en mai 1931 de Wonder Stories, sous le nom de plume de « John Beynon Harris ».

Après avoir quitté l'école, John Wyndham fait des études agricoles pendant quelque temps, songe à étudier à l'Université d'Oxford, puis exerce différents métiers pour gagner sa vie, tout en restant dépendant de l'aide financière que lui octroie sa famille. Il commence à écrire des récits gothiques en 1925, mais sans succès. Il continue de tenter sa chance dans différentes voies comme le droit, le commerce et la publicité. En 1929, il découvre le magazine américain Amazing Stories qui lui donne envie d'écrire dans le genre de la science-fiction et de proposer ses textes à différents périodiques. Son premier succès est Worlds to Barter, publié dans la revue Wonder Stories en 1931. Pendant les années 1930, il écrit de nombreuses nouvelles destinées aux périodiques américains, aussi bien des histoires policières que de la science-fiction.
Entre 1940 et 1943, John Wyndham travaille officiellement pour le gouvernement britannique sur le système de censure en temps de guerre. Il entre ensuite dans l'armée et sert comme caporal des opérations de chiffrage dans le Royal Corps of Signals et participe à la Bataille de Normandie.

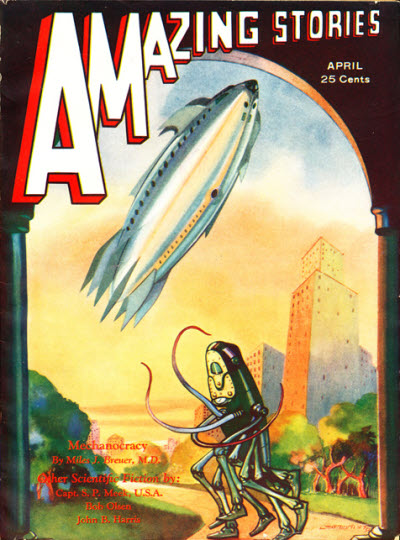
La seconde histoire de John Wyndham, The Lost Machine, publiée en avril 1932 dans Amazing Stories, aussi sous le nom de John B. Harris.

Inspiré par le succès de son frère (qui publia quatre nouvelles avant même que John Wyndham ne se soit fait un nom) il modifia son style pour son roman intitulé Le Jour des Triffides (titre original : The Day of the Triffids). Le roman fut un énorme succès et contribua à établir la réputation de John Wyndham comme auteur de science-fiction.
En 1963, John Wyndham épouse Grace Wilson qu'il connaît depuis plus de vingt ans et habite non loin de Petersfield, dans le Hampshire, juste à côté de la Bedales School.

## Œuvres

### Romans
- Révolte des Triffides (The Day of the Triffids), trad. Michel Duino, Fleuve noir 1956, coll. Anticipation, no 68
- Les Triffides, (The Day of the Triffids), trad. Marcel Battin, OPTA 1974, coll. Anti-mondes, no 15
- Le Jour des Triffides, (The Day of the Triffids), Terre de brume 2004, coll. Poussière d'étoile
- Le Jour des Triffides, (The Day of the Triffids), traduction révisée par Sébastien Guillot, Gallimard 2007, coll. Folio SF no 267
- Le péril vient de la mer (1953, The Kraken Wakes), trad. Huguette Couppié, NRF Gallimard 1958, coll. Le Rayon fantastique no 56
- Les Transformés (1955, Re-Birth), trad. A. Audiberti, Fleuve noir 1958, coll. Anticipation no 123 (dans une édition ultérieure, ce roman fut réintitulé Les Chrysalides - The Chrysalids)
- Le Règne des fourmis (1956, Consider her ways)
- Le Village des damnés (1957, Village of the damned), roman à l'origine intitulé Les Coucous de Midwich (The Midwich Cuckoos) et rebaptisé d'après le titre des deux films qui en ont été tirés en 1960 et 1995
- Le Temps cassé (The Seeds of Time) trad. Élizabeth Gille, Denoël 1962, coll. Présence du futur no 34
- L'Herbe à vivre (1960, Trouble with Lichen) trad. Claude Saunier, Denoël 1962, coll. Présence du futur no 54
- Chocky (1968, Chocky)
- La Saga des Troon paru en feuilleton dans le quotidien Le Figaro et dans le magazine Au-delà du ciel (missiles et fusées) no 27, janvier 1960.

### Recueils, anthologies, omnibus
- Le Temps cassé (1956, Seeds of time)
- La Machine perdue (1973, The best of John Windham)
- Les Chrysalides (1976, Chocky)
- Le Livre d'or de la science-fiction : John Wyndham (1987) (anthologiste : Patrice Duvic)

### Nouvelles
- Le troc des mondes (1931, Worlds to barter)
- La machine perdue (1932, The lost machine)
- Opération Vénus (1932, Venus adventure)
- Le monstre invisible (1933, Invisible monster)
- Le péril jaune (1933, The puff ball menace)
- Le survivant (1934, The man from beyond)
- La perfection même (1937, Perfect creature)
- La Créature parfaite (1937, The perfect creature)
- Météore (1941, Phoney meteor)
- Adaptation (1949, Adaptation)
- La guenon (1949, Jizzle)
- Le temps du repos (1949, Time to rest)
- L'Ève éternelle (1950, The eternal Eve)
- Les murs de Jericho (1951, And the walls came tumbling down)
- Indiscrets passe-temps de Pawley (1951, Pawley's peepholes)
- Les lunettes de Pawley (1951, Pawley's peepholes)
- Touristes des temps futurs (1951, Pawley's peepholes)
- Boomerang (1951, Pillar to post)
- De Caïphe à Pilate (1951, Pillar to post)
- Voyage dans les siècles (1951, Pillar to post)
- Péril rouge (1951, The red stuff)
- Stupides martiens (1952, Dumb martian)
- Survie (1952, Survival)
- La roue (1952, The wheel)
- Casse-tête chinois (1953, Chinese puzzle / A stray from Cathay)
- Abus de confiance (1953, Confidence trick)
- Chronoclasme (1954, Chronoclasm)
- Circuit de compassion (1954, Compassion circuit)
- Numéro opposé (1954, Opposite numbers)
- Ce rêve étrange et pénétrant (1954, Perforce to dream)
- Fleur sauvage (1955, Wild flower)
- Le règne des fourmis (1956, Consider her ways)
- Le vide de l'espace (1960, The emptiness of space)
- Nœud dans le temps (1961, A stitch in time)
- La quête aléatoire (1961, Random quest)
- Une vie en suspens (1968, A life postponed)

## Adaptations cinématographiques
- Le Village des damnés (1960), film réalisé par Wolf Rilla ;
- La Révolte des Triffides (1963), film réalisé par Steve Sekely.
- Le Village des damnés (1995), film réalisé par John Carpenter.
- Alfred Hitchcock Presents - Maria (1961) saison 7 épisode 3
- Out of This World (en), série télévisée (1962), - Dumb Martian saison 1 épisode 1
- Out of the Unknown (en), (1965) :
  - No Place Like Earth (1965) saison 1 épisode 1
  - Random Quest (1969) saison 3 épisode 6
- L'Enfant venu d'ailleurs (Chocky), série télévisée (1984) de Christopher Hodson & Vic Hughes
- Chocky's Children, série télévisée (1985)
- Chocky's Challenge, série télévisée (1986) de Bob Blagden
- Random Quest, téléfilm (2006) de Luke Watson avec Samuel West
- Le Village des Damnés[1], série télévisée (2022) de David Farr avec Keeley Hawes, Max Beesley et Aisling Loftus

## Adaptations en bandes dessinées
La première adaptation en bandes dessinées de "The Day of the Triffids" date de janvier 1964 dans le magazine anglais pour filles "Girl" dessiné par Leo Davy, dont le scénario se rapporte plutôt au film. Une nouvelle adaptation est sortie dans les années 1970 chez l'éditeur Marvel et dessinée par Ross Andru et Ernie Chua. En France, on retiendra l'adaptation originale jamais traduite en anglais :
- Révolte des Triffides (The Day of the Triffids),1ère partie, Artima, 1er trimestre 1977 (janvier), collection Comics Pocket : Sidéral, no 62 (avant-dernier numéro), fidèle à la traduction du roman parue chez Fleuve Noir en 1956. Bandes dessinées en noir et blanc, couverture dédiée spécifique au itre du dessinateur espagnol Carlos Prunes. De nombreux dessinateurs espagnols travaillaient sur commandes payées à la page pour les éditions Artima de l'éditeur Émile Keirsbilck par contact direct ou via des agences de dessinateurs.
- Révolte des Triffides (The Day of the Triffids), 2ème partie, Artima, 1er trimestre 1977 (mars), collection Comics Pocket : Sidéral, no 63 (dernier numéro), fidèle à la traduction du roman parue chez Fleuve Noir en 1956. Bandes dessinées en noir et blanc, un rappel du premier volume permet de comprendre l'histoire. Couverture d'opportunité de l'espagnol Chaco Pino Fabre.

## Influences
- Les Simpson, 1999 épisode Sbartacus
- Stephen King, 2001 roman Cœurs perdus en Atlantide
- Smallville, saison 3 épisode 9, Asylum - Electrochocs (2004)
- Stepford Cuckoos personnage de Marvel Comics membres des New X-Men: Academy X
- Fantastic Children manga 2004 de Takashi Nakamura (en)
- David Mitchell, 2016 roman, Slade House